# Veto Records
Veto Records is een Zwitsers platenlabel, dat jazz uitbrengt. Het label werd rond 2009 opgericht door de saxofonist en klarinettist Christoph Erb en is gevestigd in Luzern. Musici en groepen wier muziek op het label uitkwam zijn onder andere Christoph Erb (met verschillende groepen), Vera Kappeler, Flo Stoffner, Achim Escher, Yves Reichmuth, KiKu Trio en The Luzern-Chicago Connection.